# 拉馬德拉 (新墨西哥州桑多瓦爾縣)
拉馬德拉（英語：La Madera）是位於美國新墨西哥州桑多瓦爾縣的普查規定居民點。

## 人口
根據2020年美國人口普查的數據，拉馬德拉的面積為33.91平方千米，皆為陸地。當地共有人口729人，而人口密度為每平方千米21.5人。